# Robert von Lesch
Robert von Lesch (Leș) a fost un politician moldovean, ales în Sfatul Țării. 

## Sfatul Țării
Robert von Lesch, de naționalitate germană, a fost ales în Sfatul Țării de Uniunea Germanilor din Basarabia.